# Primetime Emmy Award du meilleur acteur dans un second rôle dans une mini-série ou un téléfilm
Pour les articles homonymes, voir Emmy du meilleur acteur.
Le Primetime Emmy Award du meilleur acteur dans un second rôle dans une mini-série ou un téléfilm (Primetime Emmy Award for Outstanding Supporting Actor in a Miniseries or a Movie) est une récompense de télévision remise depuis 1975 au cours de la cérémonie annuelle des Primetime Emmy Awards.

## Palmarès
Note : L'année indiquée est celle de la cérémonie. Les acteurs lauréats sont indiqués en tête de chaque année et en caractères gras.

### Années 2000
- 2009 : Ken Howard pour le rôle de Phelan Beale dans Grey Gardens
  - Len Cariou pour le rôle de Franklin D. Roosevelt dans Into the Storm
  - Tom Courtenay pour le rôle de M. Dorrit dans La Petite Dorrit (Little Dorrit)
  - Bob Newhart pour le rôle de Judson dans Les Aventures de Flynn Carson : Le Secret de la coupe maudite (The Librarian: The Curse of the Judas Chalice)
  - Andy Serkis pour le rôle de Rigaud dans La Petite Dorrit (Little Dorrit)

### Années 2010
- 2010 : David Strathairn pour le rôle de Dr Carlock dans Temple Grandin
  - Michael Gambon pour le rôle de Dr Woodhouse dans Emma
  - John Goodman pour le rôle de Neal Nicol dans La Vérité sur Jack (You Don't Know Jack)
  - Jonathan Pryce pour le rôle de M. Buxton dans Return to Cranford
  - Patrick Stewart pour le rôle de Claudius dans Hamlet

- 2011 : Guy Pearce pour le rôle de Monty Beragon dans Mildred Pierce
  - Paul Giamatti pour le rôle de Ben Bernanke dans Too Big to Fail : Débâcle à Wall Street (Too Big to Fail)
  - Brían F. O'Byrne pour le rôle de Bert Pierce dans Mildred Pierce
  - Tom Wilkinson pour le rôle de Joseph Kennedy dans Les Kennedy
  - James Woods pour le rôle de Richard Fuld dans Too Big to Fail : Débâcle à Wall Street (Too Big to Fail)

- 2012 : Tom Berenger pour le rôle de Jim Vance dans Hatfields and McCoys
  - Martin Freeman pour le rôle de Dr John Watson dans Sherlock : Un scandale à Buckingham (A Scnadla in Belgravia)
  - Ed Harris pour le rôle de John McCain dans Game Change
  - Denis O'Hare pour le rôle de Larry Harvey dans American Horror Story
  - David Strathairn pour le rôle de John Dos Passos dans Hemingway and Gellhorn

- 2013 : James Cromwell pour le rôle du Dr Arhur Arden dans American Horror Story: Asylum
  - Scott Bakula dans Bob Black pour Ma vie avec Liberace (Behind the Candelabra)
  - John Benjamin Hickey pour le rôle de Sean dans The Big C
  - Zachary Quinto pour le rôle du Dr Oliver Thredson dans American Horror Story: Asylum
  - Peter Mullan pour le rôle de Matt Mitcham dans Top of the Lake

- 2014 : Martin Freeman pour le rôle de John Watson dans Sherlock : Son dernier coup d'éclat (His Last Vow)
  - Matt Bomer pour le rôle de Felix Turner dans The Normal Heart
  - Colin Hanks pour le rôle de Gus Grimly dans Fargo
  - Joe Mantello pour le rôle de Mickey Marcus dans The Normal Heart
  - Alfred Molina pour le rôle de Ben Weeks dans The Normal Heart
  - Jim Parsons pour le rôle de Tommy Boatwright dans The Normal Heart

- 2015 : Bill Murray pour le rôle de Jack Kenninson dans Olive Kitteridge
  - Richard Cabral pour le rôle de Hector Tonz dans American Crime
  - Damian Lewis pour le rôle de Henry VII dans Wolf Hall
  - Denis O'Hare pour le rôle de Stanley dans American Horror Story: Freak Show
  - Michael Kenneth Williams pour le rôle de Jack Gee dans Bessie
  - Finn Wittrock pour le rôle de Dandy Mott dans American Horror Story: Freak Show

- 2016 : Sterling K. Brown pour le rôle de Christopher Darden dans The People vs. O.J. Simpson: American Crime Story
  - Hugh Laurie pour le rôle de Richard Onslow Roper dans The Night Manager
  - Jesse Plemons pour le rôle de Ed Blumquist dans Fargo
  - David Schwimmer pour le rôle de Robert Kardashian dans The People vs. O.J. Simpson: American Crime Story
  - John Travolta pour le rôle de Robert Shapiro dans The People vs. O.J. Simpson: American Crime Story
  - Bokeem Woodbine pour le rôle de Mike Milligan dans Fargo

- 2017 : Alexander Skarsgård pour le rôle de Perry Wright dans Big Little Lies
  - Bill Camp pour le rôle de Dennis Box dans The Night Of
  - Alfred Molina pour le rôle de Robert Aldrich dans Feud : Bette and Joan
  - David Thewlis pour le rôle de V.M. Varga dans Fargo
  - Stanley Tucci pour le rôle de Jack Warner dans Feud : Bette and Joan
  - Michael K. Williams pour le rôle de Freddy Knight dans The Night Of

- 2018 : Jeff Daniels pour le rôle de Frank Griffin dans Godless
  - Brandon Victor Dixon pour le rôle de Judas Iscariote dans Jesus Christ Superstar Live in Concert
  - John Leguizamo pour le rôle de Jacob Vazquez dans Waco
  - Ricky Martin pour le rôle d'Antonio D'Amico dans The Assassination of Gianni Versace: American Crime Story
  - Édgar Ramírez pour le rôle de Gianni Versace dans The Assassination of Gianni Versace: American Crime Story
  - Michael Stuhlbarg pour le rôle de Richard Clarke dans The Looming Tower
  - Finn Wittrock pour le rôle de Jeffrey Trail dans The Assassination of Gianni Versace: American Crime Story

- 2019 : Ben Whishaw pour le rôle de Norman Josiffe / Norman Scott dans A Very English Scandal
  - Asante Blackk pour le rôle de Kevin Richardson dans Dans leur regard
  - Paul Dano pour le rôle de David Sweat dans Escape at Dannemora
  - John Leguizamo pour le rôle de Raymond Santana dans Dans leur regard
  - Stellan Skarsgård pour le rôle de Boris Shcherbina dans Chernobyl
  - Michael K. Williams pour le rôle de Bobby McCray dans Dans leur regard

### Années 2020
- 2020 : Yahya Abdul-Mateen II pour le rôle de Calvin "Cal" Abar dans Watchmen
  - Jovan Adepo pour le rôle de Young Will Reeves dans Watchmen
  - Tituss Burgess pour le rôle de Titus Andromedon dans Unbreakable Kimmy Schmidt
  - Louis Gossett Jr. pour le rôle de Will Reeves dans Watchmen
  - Dylan McDermott pour le rôle de Ernest "Ernie" West dans Hollywood
  - Jim Parsons pour le rôle de Henry Willson dans Hollywood

- 2021 : Evan Peters pour le rôle de l'Inspecteur Colin Zabel dans Mare of Easttown
  - Daveed Diggs pour le rôle du Marquis de La Fayette dans Hamilton
  - Jonathan Groff pour le rôle du Roi Georges dans Hamilton
  - Anthony Ramos pour le rôle de John Laurens dans Hamilton
  - Paapa Essiedu pour le rôle de Kwame dans I May Destroy You
  - Thomas Brodie-Sangster pour le rôle de Benny Watts dans Le Jeu de la dame

- 2022 : Murray Bartlett pour le rôle de Armond dans The White Lotus
  - Jake Lacy pour le rôle de Shane Patton dans The White Lotus
  - Will Poulter pour le rôle de Billy Cutler dans Dopesick
  - Seth Rogen pour le rôle de Rand Gauthier dans Pam and Tommy
  - Peter Sarsgaard pour le rôle de Rick Mountcastle dans Dopesick
  - Michael Stuhlbarg pour le rôle de Richard Sackler dans Dopesick
  - Steve Zahn pour le rôle de Mark Mossbacher dans The White Lotus

- 2023 : Paul Walter Hauser pour le rôle de Larry Hall dans Black Bird
  - Murray Bartlett pour le rôle de Nick de Noia dans Welcome to Chippendales
  - Richard Jenkins pour le rôle de Lionel Dahmer dans Monstre
  - Joseph Lee pour le rôle de George Nakai dans Acharnés
  - Ray Liotta pour le rôle de James Keene dans Black Bird
  - Young Mazino pour le rôle de Paul Cho dans Beef
  - Jesse Plemons pour le rôle d'Allan Gore dans Love and Death

- 2024 : Lamorne Morris – Fargo 
  - Jonathan Bailey – Fellow Travelers
  - Robert Downey Jr. – Le Sympathisant
  - Tom Goodman-Hill – Mon petit renne (Baby Reindeer)
  - John Hawkes – True Detective: Night Country
  - Lewis Pullman – Lessons in Chemistry
  - Treat Williams – Saison 2 de Feud

## Statistiques

### Nominations multiples
4 : Brian Dennehy
3 : Beau Bridges, John Gielgud, John Malkovich, Joe Mantegna
2 : Alan Alda, Ralph Bellamy, Art Carney, Don Cheadle, Dabney Coleman, James Cromwell, Hume Cronyn, Charles Durning, Ed Flanders, Martin Freeman, Danny Glover, John Glover, John Goodman, Harold Gould, Derek Jacobi, James Earl Jones, Richard Kiley, Ian McKellen, Burgess Meredith, Alfred Molina, Denis O'Hare, Peter O'Toole, Laurence Olivier, Christopher Plummer, Jonathan Pryce, Randy Quaid, Anthony Quayle, David Strathairn, Stanley Tucci, Tom Wilkinson, Michael K. Williams, Finn Wittrock

### Récompenses multiples
2 : Beau Bridges